# Eat Pray Love
Eat, Pray, Love es una película dirigida por Ryan Murphy y protagonizada por Julia Roberts. Estrenada el 13 de agosto de 2010 en Estados Unidos y el 24 de septiembre de 2010 en España y México, la película está basada en el libro homónimo de Elizabeth Gilbert.

## Argumento
Elizabeth Gilbert (Julia Roberts) tenía un esposo, una casa preciosa y una exitosa carrera profesional. Pero, un día se preguntó qué deseaba realmente en su vida y decidió dejarlo todo para viajar durante un año. Y así fue como comió en Italia, rezó en India y amó en Indonesia.

## Producción

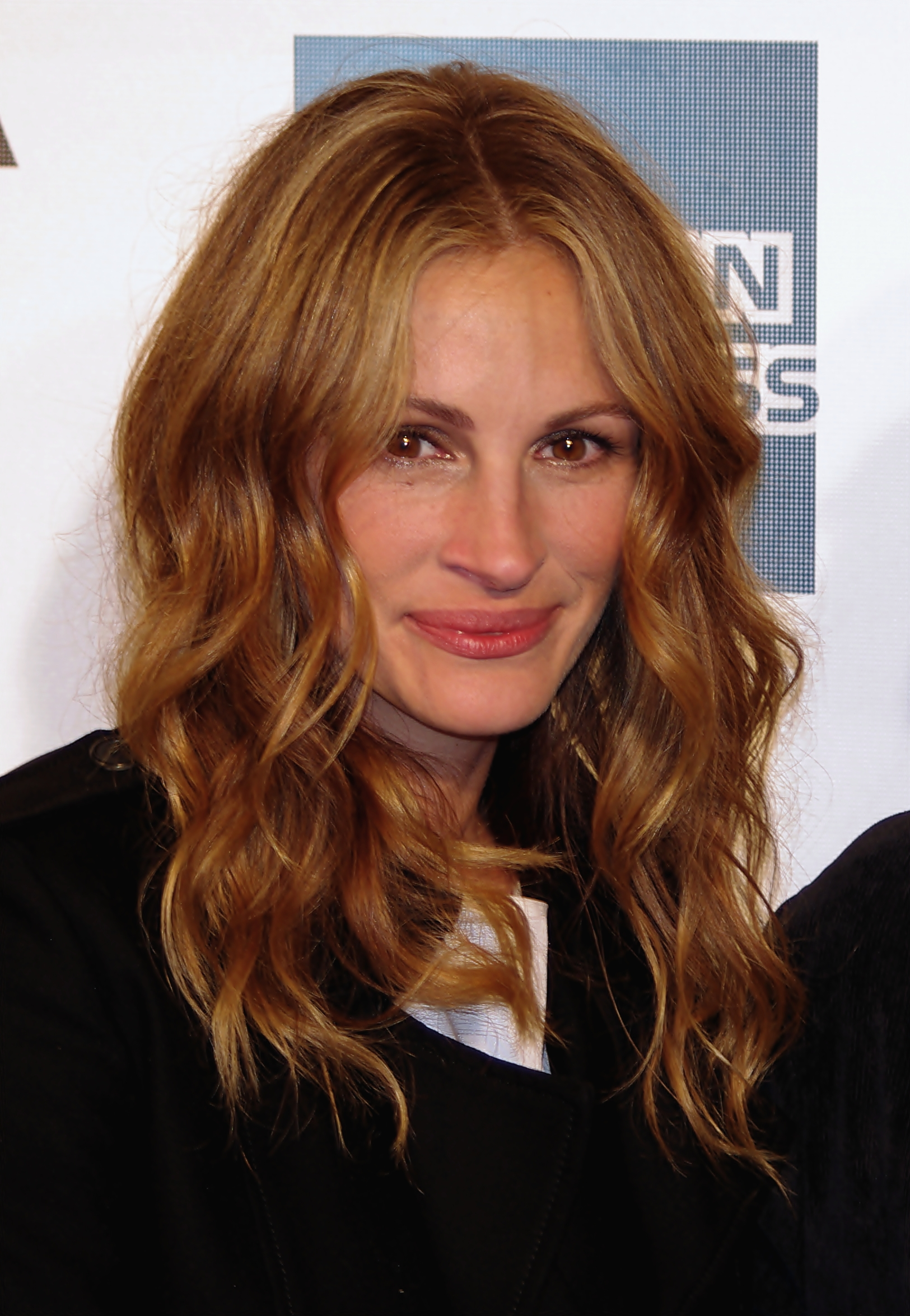
Julia Roberts como Elizabeth Gilbert.

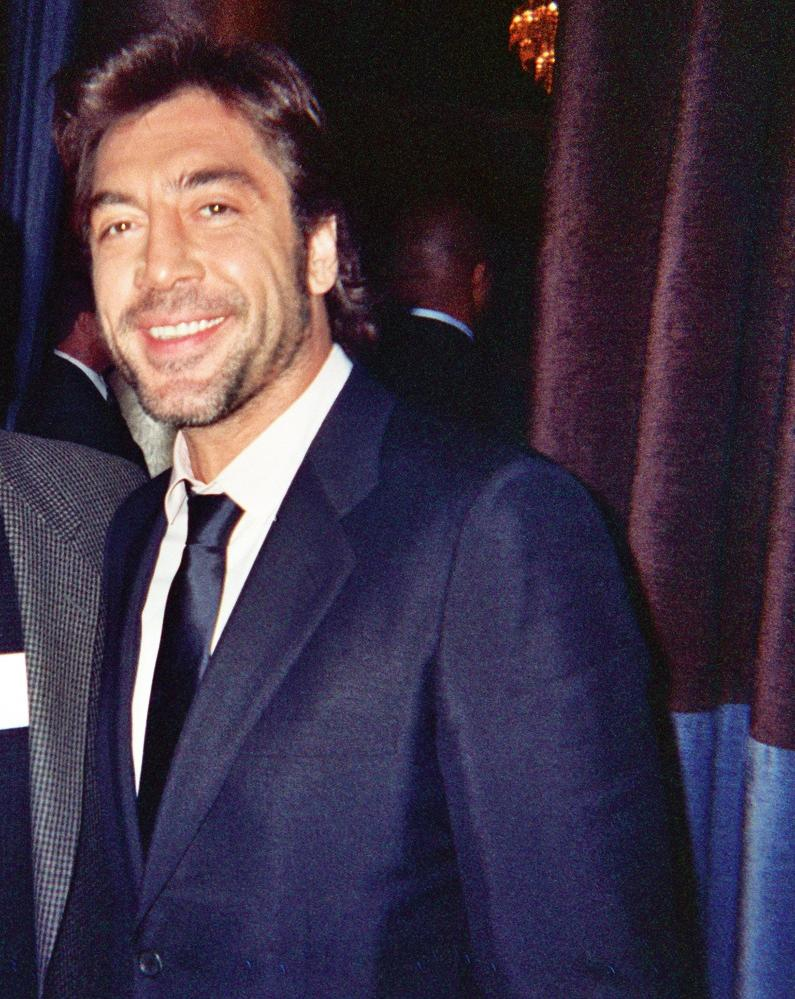
Javier Bardem como Felipe.

Se filmó en diversas ciudades como Nueva York, Estados Unidos; Delhi y Pataudi, India; Bali, Indonesia; y Roma y Nápoles, Italia. Julia Roberts ofreció dirigir la película a Garry Marshall, pero éste rechazó la oferta porque no estaba dispuesto a viajar fuera de Estados Unidos a las localizaciones que el film requería; sin embargo Marshall ofreció a Roberts un papel en la comedia Valentine's Day (2010), el cual la actriz aceptó. Por otro lado Roberts aceptó rodar las escenas que transcurrían en Bali a cambio de que pudiera llevar con ella a toda su familia durante el rodaje. Fue presentada en sección oficial en el Festival Internacional de Cine de San Sebastián 2010, donde Julia Roberts fue premiada por su trayectoria cinematográfica.

## Recepción

### Respuesta crítica
Según la página de Internet Rotten Tomatoes obtuvo un 36% de comentarios positivos, llegando a la siguiente conclusión: "los paisajes son agradables de ver y Julia Roberts brilla como siempre, pero sin la parte espiritual y la carga emocional del libro en el que está basada, Eat Pray Love es poco profunda para destacar". Kevin McCarthy escribió que: "Eat Pray Love es la cura para el insomnio. La película es aburrida y un gigante anuncio de una guía de viajes, un programa de cocina o una guía para vivir". Roger Ebert escribió que "se puede ver lo divertido que sería pasar un año viajando con Gilbert. Mucho más divertido que pasar casi dos horas y media viendo una película sobre eso". Según la página de Internet Metacritic obtuvo críticas mixtas, con un 50%, basado en 39 comentarios de los cuales 13 son positivos.

### Taquilla
Estrenada en 3.082 cines estadounidenses debutó en segunda posición con 23 millones de dólares, con una media por sala de 7.497 dólares, por delante de The Other Guys y por detrás de The Expendables. En Estados Unidos, recaudó 80 millones. Sumando las recaudaciones internacionales la cifra asciende a 204 millones. El presupuesto estimado invertido en la producción fue de 60 millones.